# オルキダンタ属

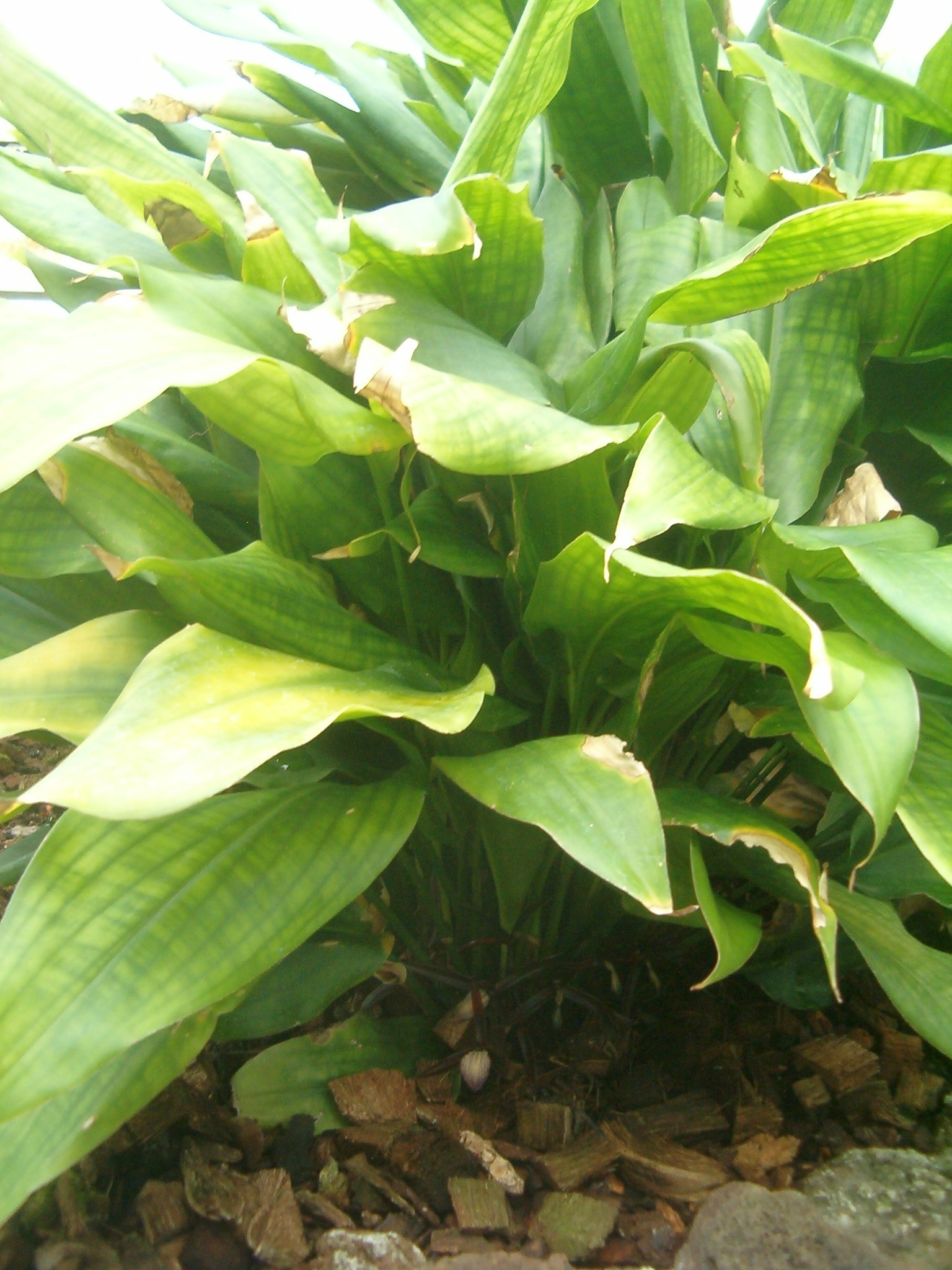
Orchidantha maxillarioides
根本に花が見える。

オルキダンタ属 Orchidanta は、単子葉植物の1群。ランに似た花をつけるが全く異なる群であり、この1属のみでロウイア科 Lowiaceae を構成する。

## 概説
オルキダンタ属はショウガ目に含まれる小さな植物群であり、東南アジアを中心に20種弱が存在するにすぎない。だが特殊で孤立した群であり、単独で一つの科、ロウイア科を構成する。地表からハランのような葉をつけ、地表近くに伸びる花茎に花をつける。
地表性の小型の植物で、花弁の一つがラン科のような唇弁になっており、ラン科の花に似て見える。学名は「ランの花」を意味し、花の形態にちなんだものである。糞虫を悪臭で誘引し、花粉媒介させる種が知られている。

## 特徴
多年生草本で、地下茎のみを持ち、地上に茎を伸ばさない。地下茎は仮軸状に伸び、鱗片状の葉をつける。葉は根生状に出て、二列に互生し、明瞭な葉柄があって、その形はユリ科のハランに似る。葉脈は中肋がはっきりしており、鋭角に出る数対の側脈があり、それらの間は細い不明瞭な葉脈でつながる。これは生品では確認しづらく、乾燥標本ではよりよく見て取れる。葉が出てくる際、その両側が巻いて一方に他方が被さっている。
花は地表近くに伸びる花茎に密生して、あるいはまばらにつく。花茎は仮軸状に側枝を出し、それぞれに一個の花を生じる。花は往々にして悪臭を放つ。花の基部に苞があり、両生花で、子房の先端は長くなって柄のように伸びる。萼片（外花被）は三枚、ほぼ同型で幅は狭く、基部では癒合して管を形成する。花弁（内花被）も三枚だが、はっきりと異形を示す。側方の二枚は同型で幅が狭いのに対して、中央の花弁は大きく、唇弁となる。芯弁の形は多様。
おしべは5本で、これは6本あるべきもののうちで唇弁のある軸側の1本が欠如した形である。おしべは離生するが、互いに平行して寄り添って伸び、柱頭の周囲を筒状に囲む。花糸は短く、花被の基部に癒合する。葯は細長く、側面のスリットで口を開く。子房下位で三室からなり、胚珠は中軸胎座に多数生じる。柱頭は三本で先端が広がり、腹背方向に平たくなっている。
果実は朔果で、細長くて先端に子房先の延長部に由来する嘴状突起を持っている。種子は有胚乳種子であり、非常に数多く、球形から卵形、細かい。種皮の周りを仮種皮が取り巻いている。

## 分布と生育環境
中国南部からマレー半島を経てボルネオ島にまで分布がある。個々の種の分布域はごく狭いものがあり、この群は遺存的な種と考えられる。多くは熱帯雨林の森林下に生育する。

## 生態など
中国産のオルキダンタ・キネンシス O. chinensisは花が悪臭を放つことからハエが花粉媒介するのではないかと言われた。だが、Sakai & Inoue(1999)は O. inouei において、糞虫によって花粉媒介されることを発見した。この種は葉が1m程度の高さに伸びるが、花茎が地表を這うように伸び、花は地表すれすれに咲き、やはり嫌なにおいを発する。この花に、昼間に Onthophagus　属に所属する複数種のエンマコガネ類が来訪する。この花の唇弁の中央には白線があるが、糞虫はまっすぐにこの花に飛来し、唇弁に降りると、その白線に沿って中心へ向かう。昆虫は側花弁の下を出入りし、その際に花粉が昆虫の背面に付着する。この部分にはめしべとおしべが束になったものがあり、昆虫はその下に潜り込んで花粉媒介を行う。ただし、－回の来訪のうちでは、同一花の花粉がめしべにつくことはない。昆虫が花粉を食べるのは見られておらず、においで誘引されるだけと見られる。なお、より大きい糞虫も誘引されるが、その場合、側花弁の下に潜り込めず、花粉媒介は行われない。また、それ以外の昆虫が花に訪れることは観察されなかった。これ以外のショウガ目の植物は、知られている限りでは全て蜜を分泌し、長い嘴や口器を有する訪花動物（ハナバチ、鳥、コウモリなど）によって花粉媒介を受け、この点でもこの植物は特殊である。
これ以外の種については花粉媒介について知られていない。ただ、柱頭の構造に関する研究から、この属のそれが昆虫の入る時と出る時とで触れる場所が変わり、これが自家受粉を妨げる役割を果たすとの見解がある。

## 分類
1930年代には3種のみが知られていたのが、1960年代には2種が追加され、20世紀末には全種数が11種に増え、2013年段階では17種が認められている。
かつてはバショウ科に含めたこともある。ショウガ目の中でショウガ科やクズウコン科などがおしべが花弁状に変化して稔性のあるものが一つだけ残るのに対して、この科とバショウ科、オウムバナ科、ゴクラクチョウカ科の4科はともに5-6本のおしべを持ち、そのためこれらが単系統をなすとの判断があった。ただし、分子系統の情報からはこれは認められず、系統的なまとまりとは見なせない。
形態の特徴と遺伝子情報を加味した研究ではゴクラクチョウ科ともっとも近縁との結果を出した例もあり、より新しい分子系統の情報からは、この属が単系統をなすこと、また、この属がこれ以外の全てのショウガ目植物に対して姉妹群をなす、との結果も出ている。
いずれにせよ、この属についての理解は、この目全体の系統の問題を考える上で重要なものと考えられてきた。ただしこの属の研究は未だに十分でないと言われる。しかしKirchoff & Kunze(1995) はこのことと同時に、この属が未だに謎めいている理由として、以下のような点を上げている。
- 分布が限られていること。
- 小型であること。
- 野外で花を見る機会に極めて乏しいこと。
- 経済的重要性がないこと。

## 利害
ほとんどは森林に生育する希少な種で、特に利害はない。ただ中国南部に産するオルキダンタ・キネンシス O. chinensis は中国の広西地方では根茎を喉の腫れや痛み止めとして利用し、また観葉植物的に栽培する。